# Danaiderna

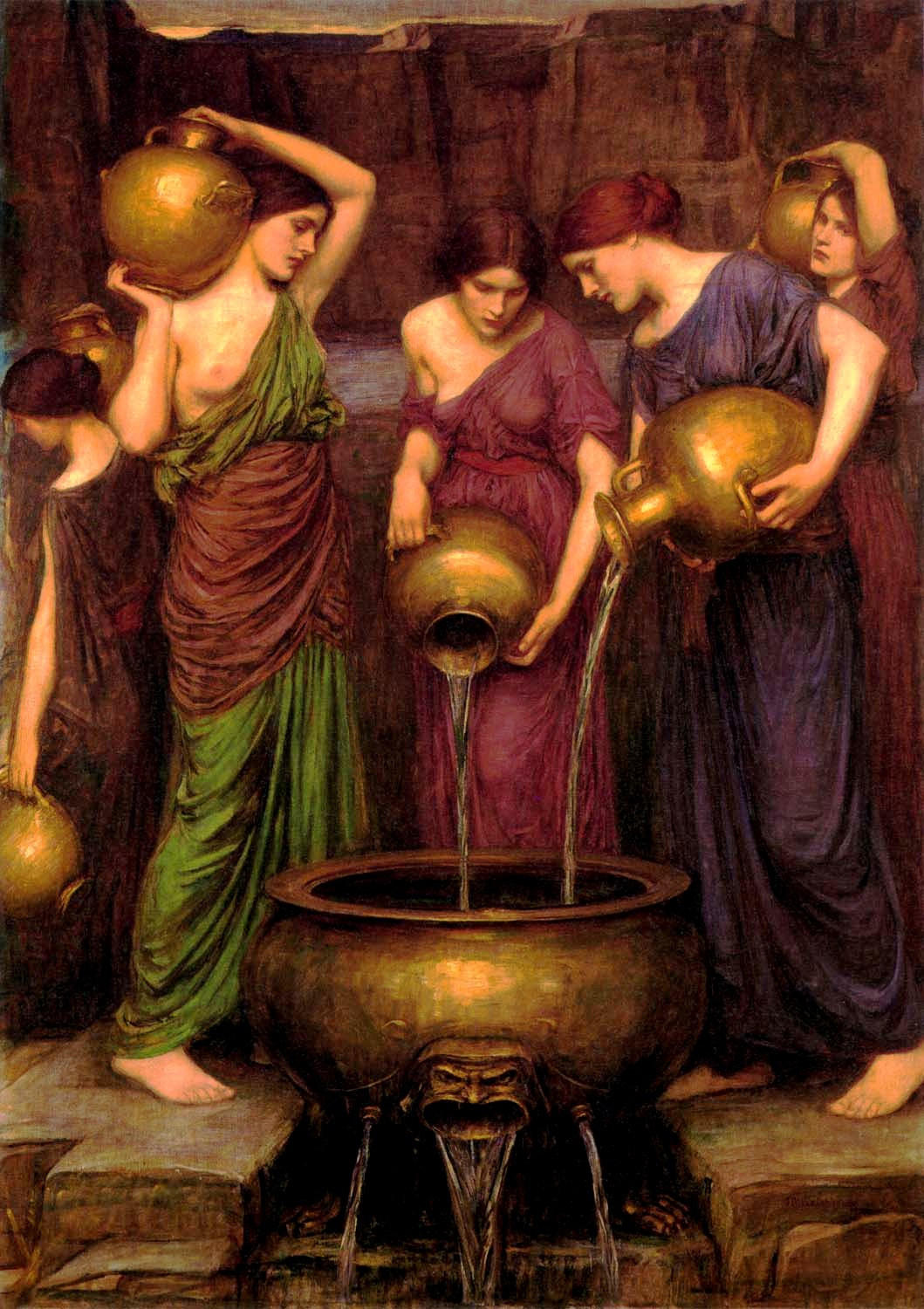
Daniaderna av John William Waterhouse, 1903.

Danaiderna var najader i grekisk mytologi. De var femtio döttrar till kung Danaos av Egypten och hade tio olika mödrar.
Tolv av dessa danaider var döttrar till najaden Polyxo och hette Autonoe, Theano, Elektra, Kleopatra, Eurydike, Glaukippe, Antheleia, Kleodore, Euippe, Erato, Stygne och Brykne.
Det sägs att hjälten Herakles lyckades förföra alla femtio systrarna på en natt.
Danaos bror Aigyptos, som hade femtio söner, ville bli sams med sin bror genom att gifta bort sönerna med Danaos femtio döttrar. Danaos vägrade och han och hans döttrar flydde, men Aigyptos och hans söner följde efter och Danaos gick med på giftermål. Han gav sina döttrar var sin kniv och på bröllopsnatten mördade döttrarna, med undantag för Hypermnestra, sina nyblivna makar. 
Danaos satte sin olydiga dotter Hypermnestra i fängelse men hon frigavs senare. Artemis dödade Daniderna för deras brott och de hamnade i underjorden. De blev dömda till att för alltid fylla vattenkärl med hål i, vilket har givit upphovet till uttrycket "danaidernas såll"
– bilden av ett fruktlöst, aldrig slutande arbete. 